# Agrometeorologie

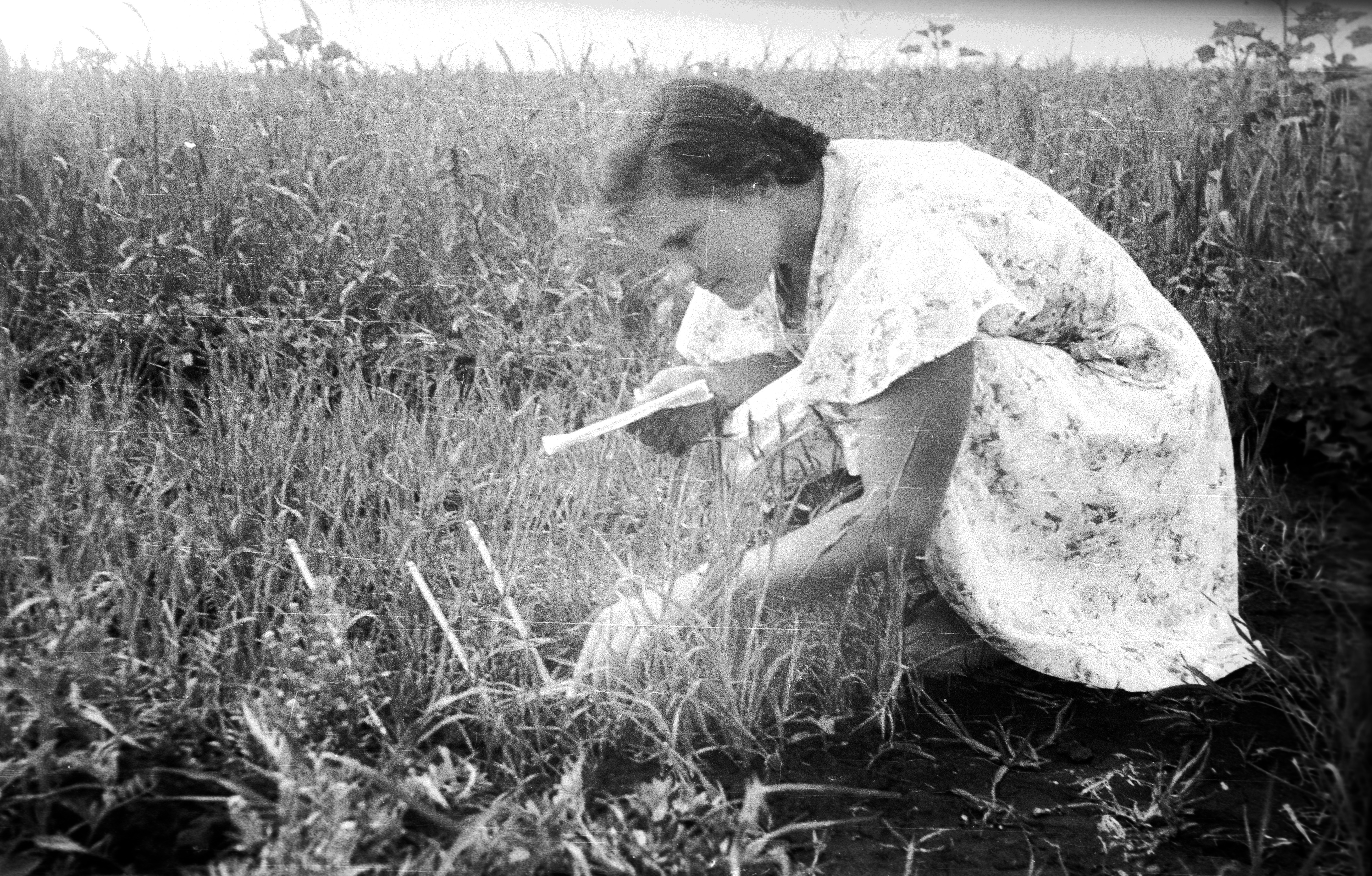
Agrometeorolžka pracující v Nižnij Novgorodu v Rusku, 1953

Agrometeorologie, též zemědělská meteorologie, je odvětví aplikované meteorologie. Zabývá se vlivem počasí a podnebí na zemědělství.
Agrometeorologie pomáhá v zemědělské výrobě (rostlinné i živočišné) dosahovat optimálních výnosů plodin a produktivity chovů. Studuje vliv chodu meteorologických prvků či výskytu určitých meteorologických jevů na zemědělskou výrobu. Usiluje o včasnou předpověď výskytu nebezpečných a nepříznivých meteorologických vlivů, které bezprostředně nebo vzdáleně výrobu ovlivňují. Spolu s technickou meteorologií a technickými obory pomáhá aplikovat poznatky v oblasti prevence a přímé ochrany v podobě umělých závlah a ochrany před suchem, zásahů do vývoje oblaků, ochrany před větrnou a vodní erozí půd, ochrany před šířením škůdců a nemocí, atd. Agrometeorologické poznatky pomáhají celkové organizaci zemědělské výroby, využívají se ke správnému stanovení agrotechnických termínů, pro něž jsou využívány nejen předpovědi vycházející z dlouhodobých meteorologických pozorování ale i krátkodobé předpovědi z operativních dat.